# جون روتليدج
جون روتليدج (بالإنجليزية: Jon Routledge) (مواليد 23 نوفمبر 1989 في ليفربول - إنجلترا) لاعب كرة قدم إنجليزي يلعب حاليا لصالح نادي الدرجة الممتازة ويجان أتلتيك الإنجليزي منذ 2007 في مركز الوسط المحوري .

## روابط خارجية
- جون روتليدج على موقع الاتحاد الأوربي (الإنجليزية)
- جون روتليدج على موقع قاعدة بيانات كرة القدم.إي يو (الإنجليزية)
- جون روتليدج على موقع Soccerbase.com (لاعب) (الإنجليزية)
- جون روتليدج على موقع Soccerway.com (الإنجليزية)
- جون روتليدج على موقع عالم كرة القدم.نت (الإنجليزية)